# Megaerops
Megaerops is een geslacht uit de familie van de vleerhonden of vliegende honden. Er worden vier soorten onderscheiden. die allemaal voorkomen in Zuidoost Azië.

## Soorten
Er worden vier soorten in dit geslacht geplaatst:
- Megaerops albicollis C. M. Francis, 1989
- Megaerops ecaudatus (Temminck, 1837)
- Megaerops kusnotoi J. Edwards Hill & Boeadi, 1979
- Megaerops niphanae Yenbutra & Felten, 1983